# Günter Stempel

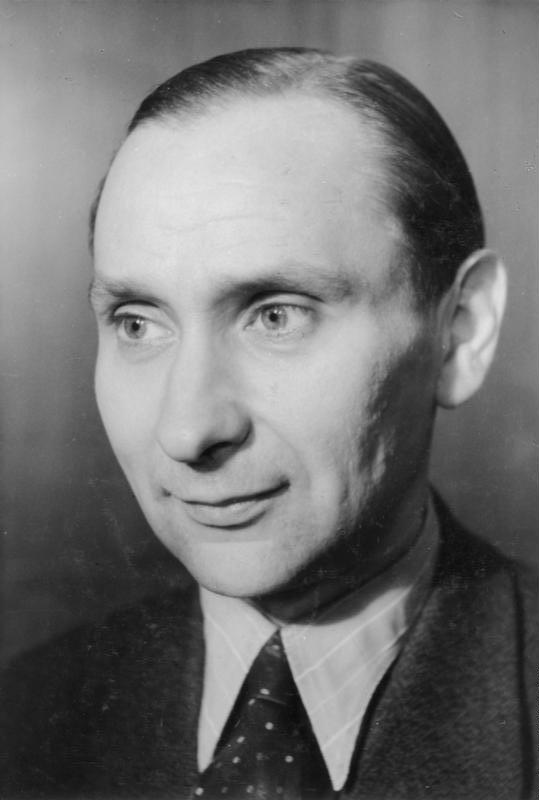
Günter Stempel (1946)

Günter Stempel (* 17. November 1908 in Breslau; † 22. Oktober 1981 in Celle) war ein deutscher Politiker (LDP) und Opfer der Diktatur in der DDR.

## Leben
Der Sohn eines Arztes studierte in Breslau Jura. Nach dem Referendarsexamen arbeitete er von 1933 bis 1939 in einer Berliner Rechtsanwaltskanzlei; bis Kriegsende war er als Syndikus eines kriegswichtigen Betriebes unabkömmlich gestellt.
Nach Kriegsende trat er der LDP bei und wurde im September 1945 ihr Sekretär für Organisation. Von 1948 bis 1950 war er Generalsekretär der LDP. Im gleichen Zeitraum war er Mitglied des Deutschen Volksrats und der provisorischen Volkskammer der DDR.
Stempel wurde am 8. August 1950 wegen der Ablehnung des Wahlgesetzes der DDR, das Einheitslisten aller Parteien vorsah, unter Missachtung seiner parlamentarischen Immunität, verhaftet. Am 6. September 1950 wurde er aus der LDP ausgeschlossen. Ein Sowjetisches Militärtribunal verurteilte ihn am 7. Januar 1952 zu 25 Jahren Zwangsarbeit. Im April 1952 kam er in das Lager Workuta in der Sowjetunion. Im Dezember 1953 wurde er zurück nach Berlin gebracht. Im Mai 1954 musste Stempel im Schauprozess gegen Karl Hamann aussagen. Im August 1954 wurde er wieder ins Lager nach Workuta verlegt. Im Dezember 1955 wurde er den Behörden der DDR übergeben und am 28. April 1956 aus dem Zuchthaus Bautzen entlassen.
Nach seiner Freilassung ging Stempel nach West-Berlin, wo er als Verwaltungsangestellter arbeitete und sich zusammen mit Thomas Dehler für die Freilassung von Karl Hamann einsetzte. Stempel starb am 22. Oktober 1981 in Celle.